# Sajfat
Sajfat (arab. سيفات) – miejscowość w Syrii, w muhafazie Aleppo. W 2004 roku liczyła 
1033 mieszkańców.